# کیمبرلی موتلی
کیمبرلی موتلی (انگلیسی: Kimberley Motley) یک وکیل بین‌المللی آمریکایی است، وی نویسنده کتاب طنز، فعال حقوق بشر بشردوستانه، مؤلف و شیفته موسیقی از همه ژانرها است. او نویسنده و زن شایسته سابق ویسکانسین-آمریکا ۲۰۰۴ است. موتلی اولین وکیل خارجی است که از سال ۲۰۰۸ در افغانستان فعالیت داشته و به عنوان یکی از موثرترین وکلای بین‌المللی حقوق بشر و وکلای مدافع فعال در افغانستان شناخته می‌شود. فعالیت بین‌المللی حقوق بشر موتلی در افغانستان آغاز شد، او همچنین وکالت طیف گسترده‌ای از افراد برجسته در کشورهای دیگر را برعهده داشته. موکلین وی عبارتند از انور ابراهیممعاون سابق نخست‌وزیر مالزی، متیو روزنبرگ روزنامه‌نگار نیویورک تایمز در اخراجش از افغانستان، نیلوفر رحمانی اولین خلبان زن افغان و هنرمند کوبایی دانیلو مالدونادو ماچادو جایی که موتلی به دلیل وکالت او دستگیر شد.
در سال ۲۰۱۴، ریچارد برانسون، که کارهای حقوقی موتلی را انجام می‌داد، او را به عنوان یکی از الهام‌بخش‌ترین افراد معرفی کرد و به‌عنوان یک قاضی الهام‌بخش با پیامی قدرتمند توصیف نمود: «قوانین متعلق به ما می‌باشند- فارغ از قومیت، ملیت، جنسیت، نژاد افراد - آنها متعلق به ما هستند.»
تام فرستون در ونتی فیر نوشت: در دادگاه و سیستم زندان‌های تحت سلطه مردان درافغانستان، موتلی باید فردی باشد که از فضا آمده است. او این را تصدیق می‌کند اما تصریح دارد که به او احترام می‌گذارند… او ثابت کرده است که یک مبارز بسیار مؤثر و سرسخت است. موتلی به‌عنوان کسی که دارای نوع نادری از سنگ‌ریزه‌ها است توصیف شده است - به خاطر تلاشش برای برعهده گرفتن نمایندگی افراد ضعیف در مقابله با تهدیدات و جلب احترام ضروری نهادهای قانونی و سران قبائل افغانستان.
تام روزنستوک، وکیل دادگستری که از سال ۲۰۰۸ در کابل کار کرده است، به دیلی بیست گفت: موتلی ممکن است بیشتر برای ترویج حاکمیت قانون انجام وظیفه کند تا پرداختن به برنامه‌های بلندپروازانه بزرگی که هرگز پای لاستیک خودرو به آن نمی‌رسد. یک دیپلمات غربی در افغانستان، موتلی را کسی معرفی کرده که باعث می‌شود افراد نظر خود را دربارهٔ وکلا تغییر دهند.
شهرت منحصر به فرد موتلی به عنوان یکی از موثرترین وکلای بین‌المللی حقوق بشر توجهات را جلب کرده است. او در مورد فلسفه حقوقی خود در سخنرانی‌ای که در TED داشت قریب به یک میلیون بازدید کننده داشته است. او بارها در گوگل در مورد مسئولیت شرکت‌ها و افراد برای ارتقای حقوق بشر به «سرمایه گذاران جهانی در حقوق بشر» صحبت کرده است.

## زندگی‌نامه
پدر موتلی آفریقایی-آمریکایی و مادرش اهل مناطق روستایی کره شمالی است. پدر و مادرش زمانی که پدرش در ارتش بود با هم آشنا شدند. موتلی در محله‌ای «فقیرنشین» در میلواکی بزرگ شد. پدر و مادر او «بسیار مراقب پرورش» او بودند، اما بیرون از خانه، محیط برای او سخت و خشن بود، حتی با وجود اینکه بین خانواده روابط بسیار صمیمی برقرار بود، خارج از خانه جنایات زیاد، فقر زیاد، بی‌اعتمادی زیادی بر جامعه چیره بود.
او از سنین پایین شروع به کار کرد. در اوایل کودکی هر تابستان موتلی و خواهران و برادرانش را به مزرعه‌ای می‌بردند و در آنجا مجبور بودند «شلغم بکارند و لوبیا سبز و توت فرنگی بچینند» تا در زمستان برای خانواده خشک و منجمد کرده و مورد استفاده قرار دهند. موتلی و برادرش روزنامه فروشی می‌کردند. علاوه بر این، او در ۱۳سالگی در یک بستنی فروشی و همچنین در یک مرکز نگهداری نوجوانان که خواربارفروشی مرکز جوانان بود کار می‌کرد.
او از کودکی به حقوق علاقه‌مند بود. اگرچه والدینش معمولاً به او اجازه تماشای تلویزیون نمی‌دادند، اما موتلی معلمی داشت که در کلاس تکلیف می‌کرد تا شاگردانش قانون و نظم را تماشا کنند. موتلی می‌گوید: «من آنقدر تماشای نظم و قانون را دوست داشتم که به مدت سه سال مدام به پدر و مادرم می‌گفتم، معلم به تماشای قانون و نظم نیاز دارد.» در یک حادثه پدرش در یک تصادف رانندگی مجروح شد و در نتیجه از کار بیکار گردید. او به یاد می‌آورد: «پدرش درخواست معلولیت کرد و مجبور شد سال‌ها را سپری کند و از وکلای زیادی عبور کند اما در نهایت نتوانست موفق شود.» این موضوع علاقه او را به قانون برانگیخت، موتلی گفته است که در واقع «من می‌خواستم دکتر و دی جی شوم. اما قانون مرا انتخاب کرد.»

## تحصیلات
موتلی در ۱۹۹۷ مدرک فوق دیپلم خود را ار مؤسسه هنر و علوم از دانشگاه ویسکانسین در میلواکی دریافت کرد. او مدرک کارشناسی خود را در سال ۲۰۰۰ از دانشگاه ویسکانسین در میلواکی اخذ کرد و در سال ۲۰۰۳ مدرک کارشناسی ارشد خود را از همان دانشگاه دریافت نمود. در همان سال، او مدرک دکترای حرفه‌ای خود را از دانشکده حقوق دانشگاه مارکت کسب کرد.

## فعالیت حرفه‌ای
در سال ۲۰۰۴، موتلی به عنوان ملکه زیبایی ویسکانسین انتخاب شد.
در سال ۲۰۰۸، پس از پنج سال کار به عنوان وکیل مدافع عمومی در میلواکی، موتلی به عنوان بخشی از یک برنامه آموزش حقوقی نه‌ماهه که توسط وزارت امور خارجه ایالات متحده آمریکا برای آموزش وکلای افغان راه‌اندازی شد، به افغانستان رفت. او هرگز به خارج از ایالات متحده سفر نکرده بود. موتلی بعدها در یک سخنرانی TED در سال ۲۰۱۴ از خاطراتش گفت: در آن ۹ ماه، من به سراسر کشور رفتم و با صدها نفر که در قفل بودند صحبت کردم و با بسیاری از افراد و اصناف که در افغانستان نیز فعالیت می‌کردند صحبت کردم. من شروع به شنیدن ارتباط بین مشاغل و مردم کردم و اینکه چگونه قوانینی که برای حمایت از آنها در نظر گرفته شده بود به درستی مورد استفاده قرار نمی‌گرفتند، این درحالی بود که از اقدامات تنبیهی شدید و غیرقانونی بیش از حد استفاده می‌شد. برای من معنای استفاده از قوانین با هدف حمایت از آنها صورت می‌گرفت. نقش قوانین محافظت است؛ در نتیجه تصمیم گرفتم یک دفتر خصوصی باز کنم و اولین خارجی بودم که در دادگاه‌های افغانستان اقامه دعوی می‌کردم.
او در ابتدا نماینده غربی‌ها و سایر غیر افغان‌های محبوس در زندان‌های افغانستان بود. اما بعداً یادآور شد: «چیزی که من متوجه شدم اغلب این افراد وکالت قانونی مناسبی نداشتند. اگر انگلیسی زبان بودند، نسبت به قوانین قضایی بی‌اطلاع بودند. بنابر این به فرد فرد آنها به عنوان وکیل احساس مسئولیت بزرگی می‌کردم و هنوز هم همین احساس را در قبال آنها دارم.»

### مشتریان
موتلی با موفقیت به تعدادی از پرونده‌های مطرح در سراسر جهان رسیدگی کرده است، از جمله اما نه محدود به.
- فاتو - کویت پس از تحقیقات بی‌بی‌سی در فروشندگان برده در اینستاگرام حرکت می‌کند.[۲۰][۲۱][۲۲]
- بازیکنان فوتبال اریتره ای که فرار کردند گفتند که در ترس زندگی می‌کنند.[۲۳][۲۴][۲۵]
- عبدالحکیم یوسف - تلاش فعال برای جلوگیری از اخراج مرد اویغور به چین.[۲۶][۲۷][۲۸]
- دانیلو مالدونادو ماچادو با نام مستعار ال سکستو - وکیل حقوق بشر نماینده ال سکستو در هاوانا دستگیر شد.[۲۹][۳۰][۳۱]
- نیلوفر رحمانی - با اولین خلبان زن بال ثابت افغانستان آشنا شوید.[۳۲][۳۳][۳۴][۳۵][۳۶]
- انور ابراهیم - وکیل آمریکایی پرونده لواط دوم انور ابراهیم را به عهده می‌گیرد.[۳۷][۳۸][۳۹][۴۰][۴۱]
- کودک ربایی استرالیایی - کودکان ربوده شده به افغانستان به مادرشان بازگشتند.[۴۲]
- ربوده شدن کودک انگلیسی - پسران ربوده شده در افغانستان پیدا شدند و دوباره به مادرشان پیوستند.[۴۳][۴۴]
- بیون کمپل - ملکه زیبایی سابق در مورد وکالت در افغانستان بیون کمپل آزاد شد).[۴۵]
- ویکتوریا دیویدسون - دو قربانی جنایت، یکی دارنده CCW که پسری را در دادگاه برای محکومیت شانزده ساله تیراندازی کرد.[۴۶]
- فرخنده - (موتلی وکالت خانواده فرخنده را فقط در دادگاه اول داشت که در آن ۲۳ محکومیت وجود داشت) به سختی عدالت برای فرخنده.[۴۷][۴۸][۴۹][۵۰]
- دیوید گوردون - پیمانکار آمریکایی به‌طور غیرقانونی در افغانستان بازداشت شد.[۵۱]
- سحر گل - به روز رسانی زنان شکار شده افغانستان.[۵۲][۵۳]
- گلناز - قربانی تجاوز جنسی افغان از زندان آزاد شد.[۵۴][۵۵][۵۶][۵۷][۵۸][۵۹]
- مایکل هرن - کارمند شرکت امنیتی خصوصی بریتانیا در میان سرکوب توسط افغان‌ها زندانی شد (آزادی از زندان).[۶۰]
- خاطره - شکایت افغان از پلیس به خاطر قتل دختر.[۶۱]
- رابرت لنگدون - بدهی استرالیایی به وکیل آمریکایی آزاد شد.[۶۲][۶۳]
- آنتونی مالون - سابق آنتونی مالون از زندان افغانستان آزاد شد.[۶۴]
- نغما (عروس کودک) - دلالی یک معامله برای نجات یک عروس کودک.[۶۵][۶۶][۶۷][۶۸][۶۹][۷۰][۷۱]
- مریم روکابادو - یک وکیل درجه یک جهانی با یک مورد تجاوز جنسی در بولیوی برخورد می‌کند.[۷۲][۷۳][۷۴]
- متیو روزنبرگ / نیویورک تایمز - استقبال رئیس‌جمهور جدید از خبرنگار تایمز.[۷۵][۷۶][۷۷]
- ویلیام شاو - افسر سابق ارتش بریتانیا از اتهام رشوه تبرئه شد.[۷۸][۷۹][۸۰]
- بالجیت سینگ - مرد افغان که به دلیل سیک بودن بازداشت شده بود از زندان آزاد شد.[۸۱][۸۲]
- چارلی تیت - دو مرد به اعدام‌های نامرتبط محکوم شدند.[۸۳]
- فیلیپ یانگ - فیلیپ یانگ آزاد می‌شود.[۸۴][۸۵]
- قراردادی‌های انگلیسی - انگلیسی‌ها در افغانستان پس از دستگیری سلاح آزاد شدند.[۸۶][۸۷]
- پسر هشت ساله باید تحت مراقبت باشد.[۸۸]

## انتشارات

### کتاب‌ها و گزارش‌ها
- بی قانون: مبارزه بی‌امان یک وکیل برای عدالت در یک منطقه جنگی (آلن و آن‌وین، ۲۰۱۹)، جلد گالینگور شاباک ۹۷۸–۱۷۶۰۶۳۳۱۷۲؛ جلد شومیز غیرقانونی: مبارزه بی‌امان یک وکیل برای عدالت در یکی از خطرناک‌ترین مکان‌های جهان شاباک ۹۷۸ ۱۷۶۰۶۳۳۰۳۵[۸۹][۹۰][۹۱][۹۲]

دستورالعمل‌های مجازات عدالت نوجوانان برای افغانستان، همکاری ایتالیایی، چاپ دوم، می ۲۰۱۷.
دستورالعمل‌های مجازات عدالت نوجوانان برای افغانستان، همکاری ایتالیایی، چاپ اول، می ۲۰۱۳.
ارزیابی عدالت نوجوانان در افغانستان، سرزمین مردان، ۲۰۱۰.

### مقالات
- شکست فرخنده به معنای شکست زنان افغان است.[۹۳]
- قتل اوباش فرخنده لحظه تعیین‌کننده ای برای حقوق زنان در افغانستان بود.[۹۴]
- یک لحظه تعیین‌کننده.[۹۵]
- خشنودی ما از خشونت جنگ زده.[۹۶]
- «بی‌اخلاقی جنایات اخلاقی افغانستان».[۹۷]
- ماده ۲۶: پیامدها برای زنان و کودکان افغانستان توسط اتاق‌ها و شرکا، چامبرز زنان و ناملایمات در فوریه ۲۰۱۴ منتشر شد.[۹۸]
- بهبود میراث ۹۱۱ برای زنان افغان.[۹۹]
- بی عدالتی نوجوانان در افغانستان.[۱۰۰]
- ارزیابی عدالت اطفال در افغانستان.[۱۰۱]

## فعالیتهای دیگر
- موتلی علاوه بر وکالت، به تدریس کلاس‌های نخ‌ریسی در پایگاه‌های نظامی در کابل پرداخت. او گفته است:[۱۰۲] "من به ارتش احترام می‌گذارم." در دسامبر ۲۰۱۴، او در یک سخنرانی در TED با عنوان "چگونه همه ما می‌توانیم راه‌هایی برای شجاع بودن پیدا کنیم؟" مواردی را که رسیدگی کرده است توصیف نمود که نشان می‌دهد «چگونه قوانین یک کشور می‌تواند هم از عدالت دفاع کند[۱۰۳] و هم «عدالت» را به ارمغان بیاورد.» او همچنین در مه ۲۰۱۵ در انجمن آزادی اسلو سخنرانی کرد.[۱۰۴]